# Hwacha
El hwacha o hwach'a (en hangul: 화차, en hanja: 火车) era una arma anti-personal de pólvora desenvolupada i emprada a Corea. El hwacha estava inspirat en les fletxes de foc xineses. El hwacha va ser desenvolupat el 1400 per científics coreans i consistia en un carretó de dues rodes que sostenia una plataforma de llançament plena de forats on s'inseria la munició.